# 黃家強
黃家強（英語：Steve Wong Ka-keung，1964年11月13日—），香港男歌手、音樂家及詞曲作家，其搖滾樂隊Beyond貝斯手的身份最廣為人知，也是樂隊已故主音歌手及節奏吉他手黃家駒的弟弟，目前已婚，育有兩名兒子，妻子為日籍人士。

## 背景
黃家強早年於九龍深水埗蘇屋邨茶花樓出生及長大，有二兄二姊，二兄長是已故歌手黃家駒。黃家強分別就讀崇正小學、天主教善導小學以及香港基教書院（文科），中學畢業後到 Mark-1 Studio（現為一鳴音樂中心）任職助理，跟隨麥一鳴從事音響或演唱會音樂工程工作。他曾和梁翹柏一起組成樂隊，1983年底因李榮潮離開Beyond而加入成為一員。1984年至1988年推出唱片前，到學校及其他場所作音樂演出。自1988年樂隊推出專輯《現代舞台》起，開始參與歌曲的主唱部份，其主唱之《冷雨夜》是黃家強在Beyond時代最為人熟悉歌曲之一。
在樂隊發展時期，黃家強與其他成員曾簽約新藝城，經理人為陳健添。1993年6月，Beyond主音歌手黃家駒於日本遇上意外去世，令樂隊的發展有所改變。1994年，樂隊推出大碟《二樓後座》，黃家強與主音結他手黃貫中一起擔任Beyond樂隊主音歌手，發表音樂作品亦較四子時期多。直至1999年底，Beyond宣佈成員作個人發展，黃家強開展其個人音樂事業。
2000年代初，黃家強自設錄音室為電影做配樂。2002年集合數名年青樂手組成Picasso Horses，簽約香港環球唱片推出個人專輯，並提拔樂隊。此外，他於1990年代已不時會為其他歌手作曲，曾經合作之歌手包括古巨基、陳奕迅、李蕙敏、陳小春、王菲等。2009年7月，黃家強與之前一直盛傳不和的Beyond隊友黃貫中在香港體育館開一連三場的演唱會，全場氣氛高漲。2013年6月4日至5日在九龍灣國際展貿中心Star Hall舉辦「黃家強It's Alright Live」演唱會。本來是Kolor樂隊經紀人的他後來因不和而解除雙方合作關係 。

## 個人生活
黃家強已婚。他在2006年與拍拖1年的日籍女友Makiko Mizuguchi結婚，二人現育有兩名兒子。

## 音樂作品

### 專輯
- 《Be Right Back》（2002年）
- 《叱咤903組Band時間家強第一GIG(新曲+Live)》（2003年）
- 《畢家索的馬》（2004年）
- 《她他》（2007年）
- 《弦續—別了家駒十五載》（2008年）
- 《沉香》（2015年）

## 派台歌曲成績
註：組合名義的派台歌，請參閱Beyond、男人幫之頁面。
| 派台歌曲成績                            | 派台歌曲成績   | 派台歌曲成績 | 派台歌曲成績 | 派台歌曲成績 | 派台歌曲成績 | 派台歌曲成績 |
| --------------------------------------- | -------------- | ------------ | ------------ | ------------ | ------------ | ------------ |
| 唱片                                    | 歌曲           | 903          | RTHK         | 997          | TVB          | 備註         |
| 2002年                                  |                |              |              |              |              |              |
| Be Right Back                           | 驚恐症         | 1            | -            | -            | 1            |              |
| Be Right Back                           | 信則有         | 2            | -            | 18           | -            |              |
| 2003年                                  |                |              |              |              |              |              |
| 叱咤903組Band時間家強第一GIG(新曲+Live) | 遲到           | 15           | -            | -            | -            |              |
| 2004年                                  |                |              |              |              |              |              |
| 畢家索的馬                              | 殺戮戰場       | -            | -            | -            | -            |              |
| 畢家索的馬                              | 愛得昂貴       | 3            | -            | -            | 2            |              |
| 2005年                                  |                |              |              |              |              |              |
| 畢家索的馬                              | 禱告           | 12           | -            | -            | -            |              |
| 畢家索的馬                              | 沉溺           | -            | -            | 10           | -            |              |
| 2007年                                  |                |              |              |              |              |              |
| 他.她                                   | 獨角獸         | 13           | -            | 5            | 2            | 與陳秋霞合唱 |
| 他.她                                   | 哪咤回家       | 8            | -            | -            | 2            |              |
| 他.她                                   | 天生登對       | 11           | -            | 5            | 2            |              |
| 2008年                                  |                |              |              |              |              |              |
| 弦續—別了家駒十五載                     | 他的結他       | 1            | 8            | 1            | -            |              |
| 弦續—別了家駒十五載                     | 無人的演奏     | 18           | -            | -            | -            |              |
| 弦續—別了家駒十五載                     | 奧林匹克       | -            | -            | 8            | -            |              |
| 2009年                                  |                |              |              |              |              |              |
| 沉香                                    | 衝開一切II     | 17           | -            | -            | -            |              |
| 2013年                                  |                |              |              |              |              |              |
| 沉香                                    | 好好           | 1            | 1            | 3            | -            |              |
| 沉香                                    | 有愛           | -            | -            | -            | -            |              |
| 2014年                                  |                |              |              |              |              |              |
| 沉香                                    | 時代序曲       | -            | -            | -            | -            |              |
| 2015年                                  |                |              |              |              |              |              |
| 沉香                                    | 沉香           | 12           | -            | 3            | -            |              |
| 沉香                                    | 真人真事       | 8            | -            | 1            | -            |              |
| 沉香                                    | 送你一紮時間花 | -            | -            | -            | -            |              |

| 各台冠軍歌總數 | 各台冠軍歌總數 | 各台冠軍歌總數 | 各台冠軍歌總數 | 各台冠軍歌總數    |
| -------------- | -------------- | -------------- | -------------- | ----------------- |
| 903            | RTHK           | 997            | TVB            | 備註              |
| 3              | 1              | 2              | 1              | 四台冠軍歌總數：0 |

- *表示仍在榜上

## 電視劇
- 《淘氣雙子星》（1989年）飾 楊有智（YY博士）

## 電影
- 《禿鷹特警隊》（電視電影）（1988年）
- 《吉星拱照》（1990年）飾 游向西
- 《開心鬼救開心鬼》（1990年）飾 英
- 《忍者龜》（1990年）
- 《Beyond日記之莫欺少年窮》（1991年）飾 陳志強
- 《豪門夜宴》（1991年）
- 《敵對》（2000年）飾 張小強
- 《陰陽愛》（電影配樂）（2000年）
- 《墨斗先生》（2004年）飾 巴士司機
- 《九龍不敗》（2019年）飾  法醫

## 廣播劇
- 香港商業電台《落入凡間的天使5》（2002年）

## 為其他歌手的創作
| 年份 | 歌手           | 歌名                       | 創作部份  |
| 1988 | 譚詠麟         | 千金一刻                   | 作詞      |
| 1989 | 許冠傑         | 交織千個心                 | 作詞      |
| 1989 | 林楚麒         | 怨你沒留下                 | 作詞/編曲 |
| 1990 | 黃翊           | 命運造我                   | 作詞      |
| 1990 | 黃翊           | 就算                       | 編曲      |
| 1996 | 李蕙敏         | 其實……                     | 作曲/作詞 |
| 1996 | 李蕙敏         | 愛我之前想清楚             | 作曲      |
| 1996 | 古巨基         | 有心                       | 作曲      |
| 1997 | 王菲           | 敷衍                       | 作曲      |
| 1997 | 陳奕迅         | 愛沒有左右                 | 作曲      |
| 1997 | 王菲           | 守護天使                   | 作曲      |
| 1997 | 陳慧琳         | 終有一天會遇見             | 作曲      |
| 1997 | 莫文蔚         | 信徒                       | 作曲      |
| 1997 | 李蕙敏         | 大失戀                     | 作曲      |
| 1997 | 古巨基         | 回憶公路（有心國語版）     | 作曲      |
| 1997 | 陳小春         | 背影樹                     | 作曲      |
| 1997 | 劉愷威         | 愛情三日遊                 | 作曲      |
| 1998 | 任賢齊、李心潔 | 風暴                       | 作曲      |
| 1998 | 陳小春         | 不錯的決定（背影樹國語版） | 作曲      |
| 2005 | 張栢芝         | 應冇盡有                   | 作曲      |
| 2006 | 陈小春         | 拐帶你                     | 作曲      |
| 2007 | Kolor          | 舉手                       | 作詞      |
| 2007 | Kolor          | 了不起                     | 作詞      |
| 2008 | 黃耀明         | 同一個世界                 | 作曲      |
| 2009 | Kolor          | 愛莫能助                   | 作詞      |

## 演唱會
- 2013年6月4日-5日《It's Alright》演唱會 香港站   演出場館：九龍灣國際展貿中心
- 2013年7月26日《It's Alright》演唱會 台灣站   演出場館：台北松山文創園區
- 2014年9月27日《時代序曲》演唱會2014 北京站   演出場館：北京萬事達中心Thinkpad Space
- 2014年10月12日《時代序曲》演唱會2014 重慶站  演出場館：重慶人民大禮堂
- 2014年10月18日《時代序曲》演唱會2014 上海站   演出場館：上海世博園加空間
- 2014年10月25日《時代序曲》演唱會2014 廣州站   演出場館：廣州中山紀念堂

## 個人獎項
- 國際唱片業協會（香港會）「IFPI 2002年度香港唱片銷量大獎－最暢銷本地男新人」（專輯：《Be Right Back》）
- 《南方都市報》及中國廣東電台「第五屆華語音樂大獎－最佳搖滾藝人」獎（2005年）
- RoadShow路訊通：「RoadShow至尊音樂頒獎禮2007－RoadShow至尊歌曲獎」（得獎歌曲：《哪吒回家》）
- RoadShow路訊通：「RoadShow至尊音樂頒獎禮2007－至尊創作歌手獎」

## 主持
- 《夠Hit鬥玩Beyond加草蜢》（1989年10月）
- 《勁Band四鬥士》（1990年10月）
- 《Beyond放暑假》（共12集）（1991年7月至9月）
- 《暑假玩到盡》（1992年）

## 嘉賓
- 2015年：娛樂3兄弟
- 2015年：康熙來了

## 外部連結
- 黃家強的Facebook專頁
- 黃家強的新浪微博
- 黃家強在香港影庫上的簡介
- Beyond Music 新聞網：黃家強
- 我们的BEYOND網 （页面存档备份，存于）